# Josias, Príncipe Hereditário de Waldeck e Pyrmont
Josias, Príncipe-herdeiro de Waldeck e Pyrmont  (13 de Maio de 1896 – 30 de Novembro de 1967) foi o herdeiro aparente do trono do principado de Waldeck e Pyrmont e um general das SS. Desde 1946 até à sua morte, foi o chefe da casa de Waldeck e Pyrmont. Após a Segunda Guerra Mundial, foi condenado a prisão perpétua no Julgamento de Buchenwald (a sentença foi, mais tarde, reduzida para vinte anos) pela sua participação no "plano comum" para violar as Leis e Costumes de Guerra no tratamento de prisioneiros de guerra detidos no campo de concentração de Buchenwald, mas acabaria por ser libertado depois de cumprir apenas três anos da pena, por motivos de saúde.

## Primeiros anos
Josias nasceu em Arolsen no castelo da sua família, sendo o filho mais velho e herdeiro de Frederico, Príncipe de Waldeck e Pyrmont e da sua consorte, a princesa Batilde de Schaumburg-Lippe. Era sobrinho do rei Guilherme II de Württemberg, e da princesa Ema de Waldeck e Pyrmont, rainha regente dos Países Baixos. Era também primo direito da rainha Guilhermina dos Países Baixos, e de Carlos Eduardo, Duque de Saxe-Coburgo-Gota. Juntou-se ao exército alemão na posição de cadete lutou na Primeira Guerra Mundial, onde ficou gravemente ferido. No final da guerra, a sua família perdeu o principado, uma vez que Waldeck e Pyrmont se tornou um estado livre na nova República de Weimar.

## SS e serviço governamental
Depois da guerra, Josias estudou agricultura. A 1 de Novembro de 1929, juntou-se ao Partido Nazi de Adolf Hitler e, a 2 de Março de 1930, tornou-se membro das SS. Foi imediatamente nomeado ajudante de Sepp Dietrich (um dos principais membros das SS), antes de se tornar ajudante e chefe de pessoal de Heinrich Himmler em Setembro de 1930.
Josias foi eleito deputado do Reichstag pela região de Düsseldorf-Ocidental em 1933 e foi promovido à posição de tenente-general das SS. Mais tarde, em 1939, foi novamente promovido, desta vez para membro superior das SS e líder da polícia de Weimar. Nesta posição, tinha autoridade de supervisão no campo de concentração de Buchenwald.
Buchenwald chamou pela primeira vez a atenção de Josias em 1941. Enquanto lia a lista de mortos no campo, encontrou o nome do Dr. Walter Krämer, um alto funcionário do hospital de Buchenwald. Josias reconheceu o nome porque o Dr. Krämer já o tinha tratado com sucesso no passado. O príncipe investigou o caso e descobriu que Karl Otto Koch, o comandante do campo, tinha ordenado a morte de Krämer e Karl Peixof (um assistente do hospital) uma vez que este tinha sofrido de sífilis e tinham sido eles a tratá-lo, um facto que Koch desejava manter em segredo. Josias tinha também recebido relatórios sobre um prisioneiro que tinha sido alvejado quando tentava fugir. Nessa altura, Koch já tinha sido transferido para o campo de concentração de Majdanek na Polónia, mas a sua esposa, Ilse, ainda estava a viver na casa do comandante em Buchenwald. Josias ordenou que o Dr. Georg Konrad Morgen, um oficial das SS que era juiz num tribunal alemão, fizesse uma inspecção aprofundada ao campo. Ao longo da investigação, foram encontradas mais ordens emitidas por Koch para matar prisioneiros no campo, além de provas de branqueamento de capitais resultantes da venda de propriedade dos prisioneios. Foi também descuberto que o prisioneiro que tinha sido "alvejado quando tentava fugir" tinha recebido ordens para ir buscar água longe do campo e tinha sido alvejado nas costas; tinha sido outra das pessoas que tinha ajudado a tratar a sífilis de Koch. Josias e o Dr. Morgen apresentaram uma queixa de incitamento ao homicídio contra Koch e, mais tarde, este acabaria também por ser acusado de branqueamento de capitais. Também foram acusados outros oficiais do campo, incluindo Ilse Koch. No final do julgamento, o comandante foi condenado à morte por fuzilamento, o que aconteceu a 5 de Abril de 1945. Morgen estava convencido de que Ilse Koch era a verdadeira culpada pelos crimes, mas não foi possível apresentar provas contra ela e acabaria por ser libertada em inícios de 1945.
Adolf Hitler nomeou Josias membro da Ordnungspolizei (policia uniformizada) em Abril de 1941 e, um ano depois, foi nomeado Alto Comissário da Polícia na França ocupada. Uma das suas primeiras medidas no seu novo cargo foi ordenar a deslocação de reféns franceses para comboios de campanha alemães para evitar que estes fossem sabotados. Foi nomeado general das Waffen-SS em Julho de 1944.

## Prisão e últimos anos

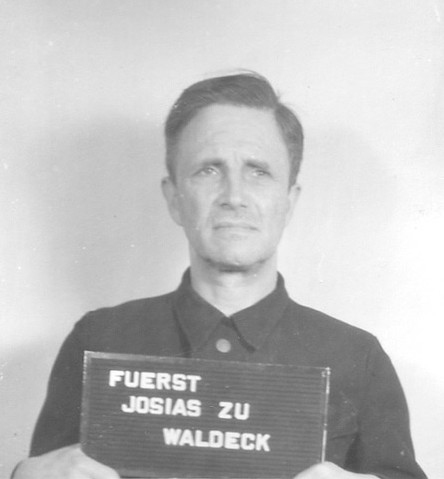
Foto de Josias tirada na altura da sua detenção.

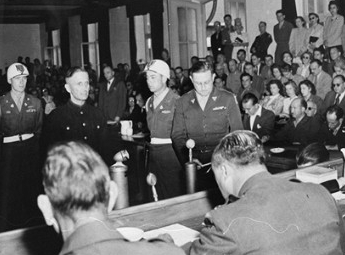
Josias durante o Julgamento de Buchenwald

Josias foi preso a 13 de Abril de 1945, e condenado a prisão perpétua por um tribunal americano em Dachau durante o Julgamento de Buchenwald que se realizou a 14 de Agosto de 1947. As duas primeiras acusações pelas quais foi condenado alegavam que tinha sido ele o responsável pelos crimes cometidos em Buchenwald, uma vez que o campo se encontrava na sua área jurisdicional, apesar de ele nunca a ter comandado e de ter até investigado o comandante do campo por incitamento ao homicídio e branqueamento de capitais. A segunda acusação era de que tinha sido ele a ordenar a execução do comandante do campo de Buchenwald, o Standartenführer Karl Otto Koch, depois de ser descoberto que Koch se tinha envergonhado a ele e às SS. O governador militar da Alemanha, o general Lucius D. Clay ordenou que as sentenças do Julgamento de Buchenwald fossem revistas tendo em conta um grande número de relatórios encontrados e, a 8 de Junho de 1948, quinze sentenças de prisão perpétua foram mantidas e sete revertidas. A maioria das sentenças de prisão também foram revertidas, incluindo a de Josias que passou de prisão perpétua para vinte anos. Josias foi enviado para Landsberg am Lech, onde cumpriu apenas três anos de pena antes de ser libertado em Dezembro de 1950 por motivos de saúde. Em Julho de 1953, o Ministro-presidente de Hesse deu-lhe amnistia, o que reduziu substancialmente a multa que lhe tinha sido imposta.

## Chefe da Casa de Waldeck e Pyrmont

Brasão de armas da Casa de Waldeck e Pyrmont.

Josias tornou-se chefe da Casa de Waldeck e Pyrmont após a morte do seu pai a 26 de Maio de 1946, quando se encontrava preso. Morreu na sua propriedade, o Schloss Schaumburg, em 1967, e foi sucedido pelo seu único filho, o príncipe Wittekind.

## Família
Josias casou-se com a duquesa Alteburga de Oldemburgo (1903–2001), filha do antigo grão-duque de Oldemburgo, Frederico Augusto II, a 25 de Agosto de 1922 em Rastede. Tiveram cinco filhos:
1. Margarida de Waldeck e Pyrmont (22 de Maio de 1923 - 21 de Agosto de 2003); casada (1952) e divorciada (1979) do conde Franz August zu Erbach-Erbach (n. 1925)
2. Alexandra de Waldeck and Pyrmont (25 de Setembro de 1924 - 4 de Setembro de 2009); casada (1949) com o príncipe Botho de Bentheim und Steinfurt (1924–2001)
3. Ingrid de Waldeck e Pyrmont (n. 2 de Setembro de 1931)
4. Wittekind, Príncipe de Waldeck e Pyrmont (n. 9 de Março de 1936); casado (1988) com a condessa Cecilie de Goëss-Saurau (n. 1956)
5. Guda de Waldeck e Pyrmont (n. 22 de Agosto de 1939); casada (1958) e divorciada (1962) de Frederico Guilherme, Príncipe de Wied (1931–2001); casou-se depois com (1968) Horst Dierkes (b. 1939)

## Títulos, formas de tratamento, honras e brasão de armas

### Títulos e formas de tratamento
- 13 de Maio de 1896 - 26 de Maio de 1946: Sua Alteza Sereníssima Josias, Príncipe-herdeiro de Waldeck e Pyrmont
- 26 de Maio de 1946 - 30 de Novembro de 1967: Sua Alteza Sereníssima, o príncipe de Waldeck e Pyrmont

### Resumo da carreira nas SS

#### Datas das posições
- SS-Sturmbannführer: 6 de Abril de 1930
- SS-Standartenführer: 11 de Maio de 1930
- SS-Oberführer: 15 de Setembro de 1931
- SS-Gruppenführer: 15 de Março de 1932
- SS-Obergruppenführer: 30 de Janeiro de 1936
- General der Polizei: 8 de Abril de 1941
- General der Waffen-SS: 1 de Julho de 1944

#### Condecorações notáveis
- 1914 Cruz de Ferro Segunda (?) e Primeira (?) Classes
- Cruz de Mérito da Guerra Segunda (1939) e Primeira (1939) Classes com Espadas
- Distintivo da infantaria de assalto (?)
- Cruz Germânica em ouro (?)
- Prémio de serviço de longo serviço da NSDAP em prata (?)
- Prémio de longo serviço das SS em 4 (?), 8 (?), e 12 (?) anos
- SS-Ehrenring (?)
- Espada de honra das Reichsführers-SS (?)
- Punhas de honra das SS (1936)
- Espada da Primeira Guerra Mundial de Erbprinz Josias Waldeck von Pyrmont (?)
- Broche da Cruz de Ferro Segunda (1939) e Primeira (1939) Classes
- Broche de ferido na Primeira Guerra Mundial em Preto (1918)
- Broche dourado do partido ( 30 de Janeiro de 1939)
- Cruz de Honra da Guerra Mundial 1914/1918 (1934)
- Estrela de Galípoli (?)

## Genealogia
| Josias, Príncipe Hereditário de Waldeck e Pyrmont | Pai: Frederico, Príncipe de Waldeck e Pyrmont | Avô paterno: Jorge Vítor, Príncipe de Waldeck e Pyrmont | Bisavô paterno: Jorge II, Príncipe de Waldeck e Pyrmont       |
| Josias, Príncipe Hereditário de Waldeck e Pyrmont | Pai: Frederico, Príncipe de Waldeck e Pyrmont | Avô paterno: Jorge Vítor, Príncipe de Waldeck e Pyrmont | Bisavó paterna: Ema de Anhalt-Bernburg-Schaumburg-Hoym        |
| Josias, Príncipe Hereditário de Waldeck e Pyrmont | Pai: Frederico, Príncipe de Waldeck e Pyrmont | Avó paterna: Helena de Nassau                           | Bisavô paterno: Guilherme, Duque de Nassau                    |
| Josias, Príncipe Hereditário de Waldeck e Pyrmont | Pai: Frederico, Príncipe de Waldeck e Pyrmont | Avó paterna: Helena de Nassau                           | Bisavó paterna: Paulina de Württemberg                        |
| Josias, Príncipe Hereditário de Waldeck e Pyrmont | Mãe: Batilde de Schaumburg-Lippe              | Avô materno: Guilherme de Schaumburg-Lippe (1834-1906)  | Bisavô materno: Jorge Guilherme, Príncipe de Schaumburg-Lippe |
| Josias, Príncipe Hereditário de Waldeck e Pyrmont | Mãe: Batilde de Schaumburg-Lippe              | Avô materno: Guilherme de Schaumburg-Lippe (1834-1906)  | Bisavó materna: Ida de Waldeck e Pyrmont                      |
| Josias, Príncipe Hereditário de Waldeck e Pyrmont | Mãe: Batilde de Schaumburg-Lippe              | Avó materna: Batilde de Anhalt-Dessau                   | Bisavô materno: Frederico Augusto de Anhalt-Dessau            |
| Josias, Príncipe Hereditário de Waldeck e Pyrmont | Mãe: Batilde de Schaumburg-Lippe              | Avó materna: Batilde de Anhalt-Dessau                   | Bisavó materna: Maria Luísa de Hesse-Cassel                   |